# Гранриё, Филипп
Филипп Гранриё, также — Гранрийе, Гранрьё (фр. Philippe Grandrieux, 1954) — французский кинорежиссёр и сценарист.

## Биография
Родился в городе Сент-Этьен. Окончил Высший национальный институт зрелищных искусств и техник коммуникации (фр. INSAS, Брюссель). Снимал документальные ленты и видеофильмы, экспериментируя с изображением и звуком. Работал во французском Национальном институте аудиовизуальных коммуникаций (фр. INA). Преподавал в высшей школе кинематографических исследований и Высшей национальной школе изящных искусств в Париже.

## Творчество
Уже первый полнометражный фильм Гранриё Сумрачный (1999), привлек к режиссёру внимание критики. Сегодня он — один из наиболее заметных французских режиссёров — обновителей киноязыка (Клер Дени, Брюно Дюмон). Среди повлиявших на него предшественников Гранриё называет Мурнау, Брессона, Штрауба, Брекиджа, Фассбиндера.

## Избранная фильмография
- 1999 — Сумрачный/ Sombre (Специальное упоминание жюри на Локарнском МКФ, номинация на Золотого леопарда)
- 2002 — Новая жизнь/ La Vie nouvelle (номинация на лучший фильм МКФ в Сиджесе)
- 2007 — Putting Holes in Happiness (клип для Мэрилина Мэнсона)
- 2008 — Озеро/ Un Lac (Специальное упоминание на Венецианском МКФ)
- 2011 — Masao Adachi (документальный)
- 2012 — White Epilepsy (документальный)
- 2015 — Несмотря на ночь/ Malgré la nuit

## Признание
Ретроспектива фильмов Гранриё была представлена в 2008 в Токио и Лондоне.